# Site archéologique de Máa-Paleókastro
Máa-Paleókastro (grec moderne : Μάα-Παλαιόκαστρο) est un site archéologique de l'Âge du bronze récent situé à Chypre, dans le bassin oriental de la mer Méditerranée.

## Situation
Máa-Paleókastro est situé dans le sud-ouest de Chypre, près de la ville moderne de Pégia.

## Histoire
Le site a été occupé de la fin du XIIIe siècle av. J.-C. au milieu du XIIe siècle av. J.-C.,.
L'établissement a été abandonné au moment de l'Effondrement de l'âge du bronze récent, après quelques générations d'occupation. Cette période a vu la chute de nombreux royaumes et cités de Grèce et du Proche-Orient. Elle a conduit à de profonds changements dans les circuits culturels et commerciaux.

## Description
L'établissement était situé sur une péninsule et était fortifié, ce qui suggère qu'il avait une fonction défensive. Les artéfacts trouvés sur le site montrent une activité métallurgique et commerciale.